# Gegeneophis danieli
Gegeneophis danieli é uma espécie de anfíbio gimnofiono. É endémica da Índia, onde só é conhecida da sua localidade-tipo, perto de Amboli. O holótipo foi recolhido em 2002, debaixo de uma rocha numa clareira de uma floresta semi-perene.
Difere de outras espécies de Gegeneophis devido à presença de um maior número de annuli (segmentos) secundários (>50) com limites brancos e que estão presentes tanto na parte anterior como posterior do corpo.